# 短喙粉苞菊
短喙粉苞菊（学名：Chondrilla brevirostris）是菊科粉苞菊属的植物。分布在哈萨克斯坦、俄罗斯以及中国大陆的新疆等地，生长于海拔1,300米的地区，多生于荒漠草原或森林草地，目前尚未由人工引种栽培。